# Горни-Милановац (община)
Горни-Милановац (серб. Горњи Милановац) — община в Сербии, входит в Моравичский округ.
Население общины составляет 45 670 человек (2007 год), плотность населения составляет 55 чел./км². Занимаемая площадь — 836 км², из них 65,5 % используется в промышленных целях.
Административный центр общины — город Горни-Милановац. Община Горни-Милановац состоит из 63 населённых пунктов, средняя площадь населённого пункта — 13,3 км².

## Статистика населения общины
| Год  | Население, чел. |
| ---- | --------------- |
| 1991 | 50240           |
| 2001 | 47895           |
| 2002 | 47589           |
| 2003 | 47272           |
| 2004 | 46917           |
| 2005 | 46492           |
| 2006 | 46092           |
| 2007 | 45670           |

## Известные уроженцы
- Йован Жуёвич (1856—1936) — сербский политический и государственный деятель, сенатор, дипломат, учёный, геолог, минералог и палеонтолог, педагог, профессор, ректор Белградской высшей школы (ныне Белградский университет) (1896—1897). Президент Сербской королевской академии наук и искусств (1915—1921).